# ニュースグループ
ニュースグループとは、ネットニュースにおいて話題のテーマや目的別に分けられた、記事の集まりのことである。あるグループを購読すると、そのテーマや目的に添った記事を読んだり、投稿したりすることができる。利用に関して、習慣的に「購読する」という言葉が使用されているが、ISP利用料以外は原則的に無料である。
ニュースグループは階層構造を持ったカテゴリによって名前づけられていて、トップカテゴリから下層のカテゴリを順に "."（ドット）で繋ぐ。ちょうどインターネットのドメイン名を逆にしたような形である。例えば映画評論についてのニュースグループは、"rec.arts.movies.reviews" （娯楽＞芸術＞映画＞レビュー）である。

## 主なグループ

### 主な英語主体のグループ
- comp.* - コンピュータに関連した話題を議論する
- news.* - ネットニュース自身について議論する
- sci.* - 科学に関連した話題を議論する
- humanities.* - 人文科学について議論する（例えば、文学や哲学）
- rec.* - 娯楽について議論する（例えば、ゲームや趣味）
- soc.* - 社会や文化について議論する
- talk.* - 宗教や政治について議論する
- misc.* - 雑多な事柄について議論する - 他の階層に馴染まないすべての話題

このうち、humanities.* を除く7つ（ビッグ7、Big 7）は、1986年から1987年の間の再編成（Great Renaming）の際に作られた（それ以前は、全ての話題は net.* という階層の下にあった）。当時、どのようなニュースグループが作られるべきか大きな論争があった。そのころネットニュースやこれら7つのニュースグループを再編・管理していた集団（敵対する利用者達から俗にusenet cabalと呼ばれていた人々）は、料理のレシピ・ドラッグ・セックスなどについてのグループの作成を許可しようとしなかった。
その結果、 alt.* が誕生した。これは敏感な問題を論争するための talk.* の運営が荒れたため、その「オルタナティブ（alternative）」として用意されたものであったが、ビッグ7で認められないような話題のニュースグループは alt.* の下になら作成を認められるようになり、しかも作成の知識のあるものなら誰でも新ニュースグループを作成できたので、alt.*  は急速に膨張した。セックス関係の話題や、その他サブカルチャー関係で盛り上がるアナーキーな alt.* は、よく「ALT とは、アナキスト、発狂者、テロリスト（Anarchists, Lunatics and Terrorists）の略」といわれるようになった。特に巨大化したのは、セックス関係の alt.sex.* と、ファイル交換（巨大な性的画像や音楽・ソフトウェアの違法ダウンロードなど）関係の alt.binaries.* であった。また他のグループでも話し合える話題（例えば映画）でも、alt.* ではより絞りこんだ話題のニュースグループを作れたためにあらゆる話題のニュースグループが立てられた。
1995年に humanities.* が作られ、ビッグ7はビッグ8となったが、なお alt.* はあらゆる言語であらゆる話題を取り扱うことのできるカテゴリとなっている。

### 主な日本語のグループ
- fj.* - "From Japan" の略。fj (ニュースグループ)を参照
- japan.* - japan (ニュースグループ)を参照
- tnn.* - 1993年から2006年12月1日までインターネットイニシアティブが管理していたニュースグループ[1]。

### その他の国・地域・言語のニュースグループ
- aus.* — オーストラリアの話題
- ba.* — サンフランシスコ・ベイエリアの話題
- ca.* — カリフォルニアの話題
- can.* — カナダの話題
- cn.* — 中国語のグループ
- de.* — ドイツ語のグループ
- england.* — イングランド・ローカルの話題
- fidonet.* — FidoNetからの話題
- fr.* — フランス語のグループ
- gnu.* — GNUソフトウェアの話題
- hawaii.* — ハワイの話題
- harvard.* — ハーバード大学の話題
- hp.* — ヒューレット・パッカード社内部のグループ
- it.* — イタリア語の話題
- microsoft.* — マイクロソフト社製品の話題
- tw.* — 台湾の話題
- uk.* — イギリス（UK）についての話題

## ローカルなグループ
記事を他のサーバに転送しない、ローカルなグループがある。個人が運営し一般に開放しているグループや、ISPの会員、大学などの学内関係者のみが利用できるグループなどがある。